# Tercera División A de Chile 2021
El Campeonato Nacional de Tercera División A 2021, también conocido como «Copa Diario La Cuarta Tercera División A 2021» fue la 42.º edición de la cuarta categoría del fútbol de Chile, correspondiente a la temporada 2021. Es la competición de fútbol amateur más importante de Chile.
Las novedades que presentará este torneo, son los regresos a la categoría de Deportes Vallenar y Deportes Linares después de 6 y 1 año de ausencia, respectivamente.

## Sistema

### Formato
Competirán 17 equipos participantes en Tercera División A, donde, el formato del torneo será de modalidad todos contra todos, en que los 17 equipos serán divididos en 2 grupos de 6 clubes y 1 grupo de 5 clubes, y jugarían 5 fechas por ronda (2 en total). Los clubes que se ubiquen en la primera y segunda posición en sus respectivos grupos, más los dos terceros del Grupo Centro y Sur accederán directamente a la fase final (cuartos de final), donde se conformarán 4 parejas y los 4 ganadores clasificarán a la Liguilla Final, donde los 4 clasificados jugarán todos contra todos en 2 ruedas de 3 fechas, donde el campeón y el subcampeón de esta Liguilla, ascenderán automáticamente a la Segunda División Profesional 2022.

### Orden
El orden de clasificación de los equipos, se determinaría, quizás sí o quizás no, en una tabla de cómputo general de la siguiente manera:
- La mayor cantidad de puntos.

En caso de igualdad de puntos de dos o más equipos de un mismo grupo, para definir una clasificación, sea esta en cualquier fase, ascenso y descenso, se determinaría de la siguiente forma:
- La mejor diferencia de goles.
- La mayor cantidad de goles marcados.
- La mayor cantidad de partidos ganados.
- La mayor cantidad de goles marcados como visita.
- El que hubiera acumulado mayor puntaje en los enfrentamientos que se efectuaron entre los clubes que se encuentran en la situación de igualdad.
- En caso de persistir la igualdad, se desarrollaría un partido único en cancha neutral, determinada por la División (Art. 182 y 189 del Reglamento ANFA).

En el campeonato se observará el sistema de puntos, de acuerdo a la reglamentación de la Internacional F.A. Board, asignándose tres puntos, al equipo que resulte ganador; un punto, a cada uno en caso de empate; y cero punto al perdedor.

## Relevos
| Pos | a Segunda División |
| --- | ------------------ |
| 1.° | Deportes Limache   |
| 2.° | Rodelindo Román    |

| Pos  | a Tercera División A |
| ---- | -------------------- |
| 11.º | Deportes Vallenar    |
| 12.º | Deportes Linares     |

| Pos | a Tercera División A |
| --- | -------------------- |
| -   | No hubo              |

| Pos | a Tercera División B |
| --- | -------------------- |
| -   | No hubo              |

## Participantes

### Localización
| Equipo                  | Región        | Ciudad          |
| ----------------------- | ------------- | --------------- |
| Municipal Mejillones    | Antofagasta   | Mejillones      |
| Deportes Vallenar       | Atacama       | Vallenar        |
| Brujas de Salamanca     | Coquimbo      | Salamanca       |
| Provincial Ovalle       | Coquimbo      | Ovalle          |
| Quintero Unido          | Valparaíso    | Quintero        |
| Trasandino              | Valparaíso    | Los Andes       |
| Escuela de Fútbol Macul | Metropolitana | Macul           |
| La Pintana Unida        | Metropolitana | La Pintana      |
| Municipal Santiago      | Metropolitana | Santiago Centro |
| Real San Joaquín        | Metropolitana | San Joaquín     |
| Deportes Rengo          | O'Higgins     | Rengo           |
| Rancagua Sur            | O'Higgins     | Rancagua        |
| Deportes Linares        | Maule         | Linares         |
| Lota Schwager           | Biobío        | Coronel         |
| Pilmahue                | Araucanía     | Villarrica      |
| Provincial Ranco        | Los Ríos      | La Unión        |
| Provincial Osorno       | Los Lagos     | Osorno          |

| Real San Joaquín Municipal Santiago La Pintana Unida Escuela de Fútbol Macul |

## Información
| Equipo                  | Entrenador       | Estadio                 | Capacidad | Proveedor | Auspiciador          |
| ----------------------- | ---------------- | ----------------------- | --------- | --------- | -------------------- |
| Brujas de Salamanca     | Alejandro Pérez  | Municipal de Salamanca  | 3.000     | Ocapa     | Los Pelambres        |
| Deportes Linares        | Jaime Nova       | Tucapel Bustamante      | 3.500     | OneFit    | Independencia        |
| Deportes Rengo          | Fred Gayoso      | Guillermo Guzmán        | 3.000     | Squadra   | Funny Bikes          |
| Deportes Vallenar       | Fernando Gajardo | Nelson Rojas            | 4.975     | TDeportes | Sol                  |
| Escuela de Fútbol Macul | Diego Castillo   | Población Santa Julia   | 200       | Dalponte  |                      |
| La Pintana Unida        | Nelson Fuentes   | Municipal de La Pintana | 5.000     | Training  |                      |
| Lota Schwager           | Mario Salgado    | Bernardino Luna         | 1.500     | Training  | Cueva de Tango       |
| Municipal Mejillones    | Carlos Rojas     | Municipal de Mejillones | 1.500     | Veisport  | Corpesca             |
| Municipal Santiago      | Jaime Escobar    | Municipal de San Ramón  | 1.000     | Kuden     |                      |
| Pilmahue                | Freddy Ferragut  | Matías Vidal            | 3.000     | OneFit    | Agrícola Villarrica  |
| Provincial Osorno       | Ricardo Lunari   | Rubén Marcos            | 12.000    | Imtex     | Grupo Hijuelas       |
| Provincial Ovalle       | Ricardo Rojas    | Diaguita                | 5.160     | Cafú      | Salfa                |
| Provincial Ranco        | Kevin Vidaña     | Carlos Vogel            | 4.000     | Squadra   | Colún                |
| Quintero Unido          | Víctor Toledo    | Raúl Vargas             | 2.500     | Playmaker | FG21                 |
| Rancagua Sur            | Carlos Peña      | Lourdes                 | 1.000     | STI       |                      |
| Real San Joaquín        | Jaime Lizama     | Arturo Vidal            | 3.500     | Vicaf     | Carnes Bilbao        |
| Trasandino              | Luis Pérez       | Regional de Los Andes   | 3.500     | EneG      | La Cruz Inmobiliaria |

## Fase Zonal
Los 17 equipos fueron divididos en 3 grupos de 6 clubes y un grupo de 5 clubes, y jugaron en total 10 fechas.
     Acceden a la Fase Final.
     Desciende a la Tercera División B.

### Grupo Norte
| Pos. | Equipo               | Pts. | PJ | G | E | P | GF | GC | Dif. |  |
| ---- | -------------------- | ---- | -- | - | - | - | -- | -- | ---- |  |
| 1    | Provincial Ovalle    | 17   | 8  | 5 | 2 | 1 | 18 | 7  | +11  |  |
| 2    | Municipal Mejillones | 17   | 8  | 5 | 2 | 1 | 15 | 10 | +5   |  |
| 3    | Quintero Unido       | 11   | 8  | 3 | 2 | 3 | 6  | 8  | −2   |  |
| 4    | Brujas de Salamanca  | 8    | 8  | 2 | 2 | 4 | 14 | 17 | −3   |  |
| 5    | Deportes Vallenar    | 2    | 8  | 0 | 2 | 6 | 7  | 18 | −11  |  |

 Fuente: ANFA

### Grupo Centro
| Pos. | Equipo             | Pts. | PJ | G | E | P | GF | GC | Dif. |  |
| ---- | ------------------ | ---- | -- | - | - | - | -- | -- | ---- |  |
| 1    | Real San Joaquín   | 21   | 10 | 6 | 3 | 1 | 20 | 9  | +11  |  |
| 2    | Municipal Santiago | 20   | 10 | 5 | 5 | 0 | 14 | 4  | +10  |  |
| 3    | Trasandino         | 16   | 10 | 5 | 1 | 4 | 21 | 11 | +10  |  |
| 4    | La Pintana Unida   | 11   | 10 | 3 | 2 | 5 | 14 | 12 | +2   |  |
| 5    | Rancagua Sur       | 10   | 10 | 2 | 4 | 4 | 13 | 15 | −2   |  |
| 6    | Escuela de Macul   | 4    | 10 | 1 | 1 | 8 | 8  | 39 | −31  |  |

 Fuente: ANFA

### Grupo Sur
| Pos. | Equipo            | Pts. | PJ | G | E | P | GF | GC | Dif. |  |
| ---- | ----------------- | ---- | -- | - | - | - | -- | -- | ---- |  |
| 1    | Deportes Rengo    | 22   | 10 | 7 | 1 | 2 | 17 | 7  | +10  |  |
| 2    | Lota Schwager     | 19   | 10 | 6 | 1 | 3 | 11 | 11 | 0    |  |
| 3    | Provincial Ranco  | 16   | 10 | 5 | 1 | 4 | 11 | 13 | −2   |  |
| 4    | Provincial Osorno | 14   | 10 | 4 | 2 | 4 | 10 | 9  | +1   |  |
| 5    | Deportes Linares  | 8    | 10 | 2 | 2 | 6 | 6  | 10 | −4   |  |
| 6    | Pilmahue          | 5    | 10 | 0 | 5 | 5 | 5  | 10 | −5   |  |

 Fuente: ANFA

## Eliminatoria
| Equipo 1           | Global         | Equipo 2                        | Ida   | Vuelta |
| ------------------ | -------------- | ------------------------------- | ----- | ------ |
| Trasandino         | 1 — 1 (4—2 p.) | Provincial Ovalle               | 0 — 0 | 1 — 1  |
| Municipal Santiago | 3 — 5          | Real San Joaquín                | 3 — 2 | 0 — 3  |
| Lota Schwager      | 1 — 2          | Municipal Mejillones sancionado | 0 — 0 | 1 — 2  |
| Provincial Ranco   | 6 — 4          | Deportes Rengo                  | 3 — 1 | 3 — 3  |

## Triangular
| Pos. | Equipo           | Pts. | PJ | G | E | P | GF | GC | Dif. |  |
| ---- | ---------------- | ---- | -- | - | - | - | -- | -- | ---- |  |
| 1    | Trasandino       | 12   | 4  | 4 | 0 | 0 | 7  | 2  | +5   |  |
| 2    | Real San Joaquín | 3    | 4  | 1 | 0 | 3 | 6  | 7  | −1   |  |
| 3    | Provincial Ranco | 3    | 4  | 1 | 0 | 3 | 4  | 8  | −4   |  |

 Fuente: ANFA
     Campeón. Asciende a la Segunda División.
     Subcampeón. Asciende a la Segunda División.

### Campeón
Trasandino
 

## Estadísticas

### Goleadores
- Fecha de Actualización: 14 de noviembre de 2021.[1]

| Jugador          | Equipo               | Goles |
| ---------------- | -------------------- | ----- |
| Leandro Ruiz     | Real San Joaquín     | 11    |
| Jesús Gaete      | Municipal Mejillones | 7     |
| José Arancibia   | Trasandino           | 6     |
| Gabriel López    | Rancagua Sur         | 5     |
| Alexis Pérez     | Municipal Santiago   | 5     |
| Marlon Paredes   | Real San Joaquín     | 4     |
| Matías Miranda   | Rancagua Sur         | 4     |
| Matías Contreras | Provincial Ranco     | 4     |